# Блажей Яшовський
Блажей Яшовський (пол. Błażej Jaszowski; 2 січня 1856, Городок — 23 квітня 1921, Львів) — польський римо-католицький священник, доктор богослов'я, педагог, професор і ректор Львівського університету (1910—1911).

## Життєпис
Навчався в гімназії у Львові та на богословському факультеті Львівського університету. У 1880 році отримав священничі свячення і виїхав на подальші студії до Відня, де в Інституті св. Августина (Авґустинеум) здобув докторат з богослов'я (теза лат. «De compositione et fine evangelii sancti Matthaei»). Повернувшись до Львова, працював у архидієцезальній курії, був делегатом консисторії до Шкільної Ради від міського округу (від 1906 року — віце-провідник Ради). Був капеланом і катехитом Сільськогосподарської академії в Дублянах.
У жовтні 1890 року став ад'юнктом на богословському факультеті Львівського університету. Викладав догматичне і моральне богослов'я та церковне право, був залучений до праці на кафедрі Святого Письма Старого Завіту. У 1896 році отримав номінацію на надзвичайного професора церковного права (заодно став викладачем педагогіки), а через три роки — на звичайного. Двічі був деканом богословського факультету (1902—1903, 1909—1910), представляв факультет в Університетському сенаті, у 1910—1911 академічному році був ректором, а 1911—1912 — проректором. Будучи проректором, брав участь у працях комітету зі святкування 250-ліття Львівського університету. У вересні 1914 року став членом Галицької крайової шкільної ради.
Опублікував кілька наукових праць:
- «De matrimonio impedimento quod dicitur error» (1896)
- «Pedagogia czyli nauka o wychowaniu dzieci ze szczególniejszym uwzględnieniem psychologicznych zasad dla nauczycieli, opracowana według trzeciego niem. wydania Henryka Baumgartnera» (1898)

Приготував видання викладів свого попередника на кафедрі церковного права Марцелія Паліводи (1901).